# احمد الخضیر
احمد الخضیر (عربی: أحمد الخضير؛ زادهٔ ۲۲ اکتبر ۱۹۸۹) یک ورزشکار اهل عربستان سعودی است.
از باشگاه‌هایی که در آن بازی کرده‌است می‌توان به باشگاه فوتبال القادسیه عربستان سعودی اشاره کرد.